# The League of Gentlemen (film)
The League of Gentlemen is een Britse misdaadkomedie; het is een kraakfilm uit 1960, naar het gelijknamige boek van John Boland. Bryan Forbes bewerkte het voor de film en speelde daarin zelf mee. Basil Dearden was de regisseur. Andere hoofdrollen werden gespeeld door Jack Hawkins, Nigel Patrick, Roger Livesey en Richard Attenborough.
Het was de eerste filmproductie van Allied Film Makers, een productiemaatschappij die was opgericht door Dearden, producent Michael Relph en de acteurs Hawkins, Forbes en Attenborough. Allied Film Makers ging echter enkele jaren later failliet. De Rank Organisation zorgde voor de distributie van de film.

## Verhaal
Luitenant-kolonel Norman Hyde (Jack Hawkins) wordt na een lange carrière door het leger aan de deur gezet. Om revanche te nemen besluit hij een grote bankkraak te plegen, samen met zeven andere voormalige officieren, elk specialist op zijn domein maar die allemaal om uiteenlopende redenen uit het leger zijn gezet. Ze roven wapens en uitrusting uit een legerkamp, ervoor zorgend dat dit op een IRA-overval lijkt. De roof wordt als een militaire operatie minutieus voorbereid en uitgevoerd zonder problemen. Maar een jongen die nummerplaten verzamelt, noteert de nummerplaat van een van hun gestolen voertuigen...

## Rolverdeling
| Acteur               | Personage       |
| -------------------- | --------------- |
| Jack Hawkins         | Hyde            |
| Nigel Patrick        | Race            |
| Roger Livesey        | Mycroft         |
| Richard Attenborough | Lexy            |
| Bryan Forbes         | Porthill        |
| Kieron Moore         | Stevens         |
| Terence Alexander    | Rupert          |
| Norman Bird          | Weaver          |
| Robert Coote         | Bunny Warren    |
| Melissa Stribling    | Peggy           |
| Nanette Newman       | Elizabeth       |
| David Lodge          | C.S.M.          |
| Patrick Wymark       | Wylie           |
| Norman Rossington    | Staff-Sgt. Hall |
| Oliver Reed          | Koorknaap       |
| Nigel Green          | kussende man    |

## Ontvangst
De film was een succes en kreeg positieve kritieken. De Nieuwe Leidsche Courant van 3 juni 1960 noemde de film een "achttien karaats komische film" met een "subtiel mengsel van verbale en visuele humor".